# Cynthia Lynn
Cynthia Lynn (nacida como Zinta Valda Ziemelis; 2 de abril de 1937 – 10 de marzo de 2014) fue una actriz letona-estadounidense.

## Primeros años
Lynn nació como Zinta Valda Ziermelis en Riga, Letonia. Cuando tenía 8 años, ella y su madre, Alisa, escaparon del país antes de la Ocupación de Letonia por la Unión Soviética entre 1944 hasta 1945 durante la Segunda Guerra Mundial, y finalmente llegaron a Estados Unidos en 1950.

## Carrera
Lynn es conocida por interpretar a "Fräulein Helga", la secretaria original del Coronel Klink en Los héroes de Hogan durante la primera temporada (1965–1966). Durante las próximas 5 temporadas, Sigrid Valdis empezó a interpretar a la secretaria "Hilda". Lynn regresó a la serie haciendo apariciones en los episodios de 1968 y 1971 "Will the Blue Baron Strike Again" y "Easy Come, Easy Go", respectivamente. Su última aparición fue en un episodio de la serie de televisión Harry O en 1975. También apareció en series de televisión como Gidget Grows Up, Mission: Impossible, The Odd Couple, Love American Style, y The Six Million Dollar Man.
Lynn escribió su autobiografía, Escape to Freedom, en 2000, donde recibió ayuda por parte de Edward Ansara.

## Vida personal
Lynn tuvo una relación amorosa con el actor Marlon Brando. Después de la muerte de Brando en 2004, la hija de Lynn, Lisa, afirmó que la corta duración de la relación de su madre con Brando ocurrió durante su nacimiento en 1964. Lynn también había tenido una relación amorosa con el coprotagonista de Hogan's Heroes Bob Crane.

## Muerte
Lynn murió el 10 de marzo de 2014 a los 76 años, tras haber sufrido una falla orgánica múltiple después de haber contraído hepatitis. Le sobrevivieron sus hijos, Lisa y Tony.

## Filmografía
| Año  | Título          | Papel            | Notas         |
| ---- | --------------- | ---------------- | ------------- |
| 1964 | Honeymoon Hotel | Mrs. Christopher | Sin acreditar |
| 1964 | Bedtime Story   | Frieda           |               |